# Salvelinus boganidae
Salvelinus boganidae — вид костистих риб родини Лососеві (Salmonidae).

## Поширення
Риба є ендеміком Росії. Зустрічається лише в озері Катанга та басейні річки Пясіна на Таймирському півострові та у басейні річки Анадир на Чукотському півострові.

## Опис
Риба виростає завдовжки до 46,5 см.